# لوكهيد مارتن إس آر-72
لوكهيد مارتن إس آر-72 (SR-72) هو تصور لطائرة تفوق سرعتها سرعة الصوت بدون طيار تقوم بمهام الاستخبارات والمراقبة والاستطلاع اقترحتها شركة لوكهيد مارتن لتحل مكان طائرة لوكهيد إس آر-71 بلاك بيرد.

## من عام 2017
في حزيران / يونيو 2017 أعلنت شركة لوكهيد مارتن أن طائرة أي أر-72 ستكون جاهزة في وقت مبكر من عام 2020 وستكون بسرعة أعلى من 6 ماخ. قال نائب الرئيس التنفيذي روب فايس: «لمدة عشرين سنة، كنا نقول أننا نقترب من طائرة فائقة السرة بخلال عامين،  ولكن كل ما يمكننا قوله الآن هو أن التكنولوجيا ناضجة ونحن جنبا إلى جنب مع داربا نعمل بجد للحصول على هذه القدرة في طائرة مقاتلة في أقرب وقت ممكن.»